# Christine Blasey Ford
Christine Margaret Blasey Ford  (Estados Unidos, 28 de novembro de 1966) é uma professora de psicologia norte-americana, que leciona na Universidade Stanford. Christine é especialista em modelos estatísticos para projetos de pesquisa. Durante sua carreira acadêmica, trabalhou como professora no Programa de Psicologia Clínica Colaborativa da Escola de Medicina da Universidade de Stanford. Em 2019, apareceu na lista de 100 pessoas mais influentes do ano pela Time.

## Biografia
Ford cresceu nos subúrbios de Washington. Seus pais são Paula K. e Ralph G. Blasey Jr., republicanos registrados. Ela tem dois irmãos, Tom e Ralph III.
De 1978 a 1984,  ela frequentou a Holton-Arms School, uma escola preparatória para a universidade particular só para meninas em Bethesda, Maryland. Enquanto fazia parte da equipe esportiva regional de mergulho, ela acompanhou o mergulhador Greg Louganis em uma viagem à Casa Branca para discutir o boicote aos Jogos Olímpicos de Verão de 1980 . 
Se formou em psicologia experimental em 1988pela Universidade da Carolina do Norte em Chapel Hill. Ela recebeu um mestrado em psicologia clínica da Universidade Pepperdine em 1991. Em 1996, ela recebeu um PhD em psicologia educacional da Universidade do Sul da Califórnia.  Sua dissertação de 1995 foi intitulada Medindo as respostas de enfrentamento de crianças pequenas para conflitos interpessoais. Em 2009, ela obteve um mestrado em epidemiologia, com foco no assunto de bioestatística, da Escola de Medicina da Universidade de Stanford.

## Caso Kavanaugh
Ford esteve presente em diversas manchetes americanas em 2018 por acusar Brett Kavanaugh, na época juiz indicado pelo então presidente Donald Trump para ocupar o cargo de Ministro da Suprema Corte, e outro ex- colega por assédio sexual quando ela tinha apenas 15 anos, em 1982.